# フロスト (ミュージシャン)
フロスト (Frost、本名:シェティル＝ヴィダル・ハラルドスタ (Kjetil-Vidar Haraldstad)、1973年6月28日 - )は、ノルウェーのヘヴィメタル・ミュージシャン (ドラマー)。ブラックメタルの分野で活動している。

## 略歴・人物
リレハンメルの北、約20kmに位置する町、Øyerの出身。サテリコン、1349のドラマーとして著名。また、過去には、キープ・オヴ・カレシンやゴルゴロス、Zyklon-Bにも参加していた。
フロストが最初に加入したのは、サテリコンである。1993年のデモテープ『The Forest Is My Throne』にセッション参加し、そレから少しして正式加入に至った。フロストは、現在、オスロの大学で数学を学んでいる。
フロストは様々なバンドで活動しており、バンドごとに異なるドラミング・スタイルを使用している。例えば、1349や初期サテリコンでは、頻繁にブラストビートを使用している。しかし、近年のサテリコンや1349の4thアルバム『Revelations of the Black Flame』では、よりシンプルでミドルテンポのドラミングスタイルを使用している。しかしながら、1349においては、その後5thアルバム『Demonoir』より、ブラストビートを多用するスタイルに回帰している。フロストは一般的にブラックメタル・シーンにおいて最も上手く、最も速いドラマーの一人と見なされている。ちなみに、サテリコンの全アルバムのクレジットタイトルにおいて、フロストの担当は"バッテリー" (battery)と書かれている。
フロストはアメリカ合衆国の就労ビザを取得しようとした際、アメリカ合衆国国土安全保障省によって入国を拒否されている。これは、1990年代初頭にバーで起こした乱闘で、5カ月の有期刑を宣告されたためであった。このため、2008年以前の1349のアメリカツアーにおいて、ドラマーはトニー・ラウリーノがセッションで参加した。同様に、サテリコンの北アメリカツアーにおいてもジョーイ・ジョーディソンとタリムがセッションとして参加していた。その後、フロストはアメリカ合衆国で演奏することができるようになった。

## ディスコグラフィ
| 年   | タイトル                                         | バンド                 |
| ---- | ------------------------------------------------ | ---------------------- |
| 1993 | Dark Medieval Times                              | サテリコン             |
| 1994 | The Shadowthrone                                 | サテリコン             |
| 1995 | Blood Must be Shed                               | Zyklon-B               |
| 1996 | ネメシス・ディヴィーナ Nemesis Divina            | サテリコン             |
| 1996 | アンチクライスト Antichrist                      | ゴルゴロス             |
| 1998 | Destroyer (one song only)                        | ゴルゴロス             |
| 1999 | レベル・エクストラヴァガンザ Rebel Extravaganza  | サテリコン             |
| 2000 | 1349                                             | 1349                   |
| 2002 | Volcano                                          | サテリコン             |
| 2003 | Reclaim                                          | キープ・オヴ・カレシン |
| 2003 | Liberation                                       | 1349                   |
| 2004 | ビヨンド・ザ・アポカリプス Beyond the Apocalypse | 1349                   |
| 2005 | ヘルファイア Hellfire                            | 1349                   |
| 2005 | WW                                               | Gehenna                |
| 2006 | Ad Majorem Sathanas Gloriam                      | ゴルゴロス             |
| 2006 | ナウ、ダイアボリカル Now, Diabolical             | サテリコン             |
| 2008 | ザ・エイジ・オヴ・ネロ The Age of Nero           | サテリコン             |
| 2009 | Revelations Of the Black Flame                   | 1349                   |
| 2010 | The Underworld Regime                            | Ov Hell                |
| 2010 | Demonoir                                         | 1349                   |